# Mount Daniel (Antarktika)
Mount Daniel ist ein markanter und 2440 m hoher Berg in der antarktischen Ross Dependency. Er ragt 1,5 km nördlich des Mount Hall in der Lillie Range auf.
Teilnehmer der Byrd Antarctic Expedition (1928–1930) entdeckten und fotografierten ihn. Expeditionsleiter Richard Evelyn Byrd benannte den Berg nach dem US-amerikanischen Politiker und Bankier Robert Daniel senior (1884–1940), einem Sponsor der Forschungsreise.